# فاطمة منصور
فاطمة منصور العميسي (ولدت في 10 ديسمبر 2007)، هي لاعبة كرة قدم سعودية مُحترفة تلعب كلاعبة خط وسط مهاجمة ومهاجمة لنادي الشباب السعودي والمنتخب السعودي للسيدات.

## مسيرتها الكروية

### اليمامة
انضمّت فاطمة إلى اليمامة عندما كانت تبلغ من العمر 14 سنة، وشاركت بشكل أساسي في نادي كرة الصالات. ورغم صغر سنها، ظهرت منصور في جميع مباريات اليمامة خلال موسم 2022–23 وسجلت هدفين. كانت منصور ضمن فريق اليمامة لكرة الصالات الذي توج بطلاً في كل من الألعاب السعودية وبطولة كرة الصالات للسيدات.

### الشباب
بعد استحواذ نادي الشباب على نادي اليمامة، اختارت فاطمة الاستمرار مع الشباب. ظهرت لأول مرة مع الشباب في 24 أغسطس 2023، في بطولة الأندية الأردنية السعودية للسيدات، حيث تعرض فريقها للهزيمة 3–4. وسجلت هدفها الأول مع الشباب في الدقيقة 74 ضد نادي جدة في كأس السعودية للسيدات 2023–24. وبعد انطلاق بطولة السعودية للسيدات تحت 17 سنة في أكتوبر 2023، انضمت فاطمة إلى فريق تحت 17 سنة. واستمرت في التألق حيث سيطر الشباب على منافسيه، وفاز بنتائج 24–0 و17–0، حيث ساهمت فاطمة منصور ب21 هدفًا، مما ضمن لها مركزها كأفضل هدافة في البطولة.

## مسيرتها الدولية
في سن الخامسة عشرة، تلقت منصور أول استدعاء للمشاركة مع المنتخب الأول في البطولة الودية الدولية للسيدات 2023 في الخُبر، مما جعلها أصغر لاعبة يتم استدعاؤها للمنتخب الوطني الأول. في 11 يناير 2023، ظهرت لأول مرة مع المنتخب الأول في المباراة التي انتهت بالفوز 1–0 على موريشيوس.
في فبراير 2023، اختيرت منصور ضمن قائمة منتخب السعودية تحت 17 سنة لمواجهة الكويت في مباراتين وديتين. وفي 4 مارس 2023، ظهرت لأول مرة مع المنتخب في المباراة الدولية الأولى له، والتي انتهت بالخسارة 4–1 أمام الكويت. وفي المباراة الثانية سجلت هدفها الأول للمنتخب في الدقيقة 35 لتساهم في تحقيق الفوز الأول للمنتخب.
في ديسمبر 2023، بعد تأسيس منتخب السعودية تحت 20 سنة، اختارت المدربة بولين هاميل فاطمة للمشاركة في المعسكر التدريبي الذي أقيم في الرياض.

## الإحصائيات

### النادي
اعتبارا من 30 ديسمبر 2023
| النادي  | الموسم  | الدوري                         | الدوري    | الدوري  | الكأس     | الكأس   | قاريا     | قاريا   | أخرى      | أخرى    | المجموع   | المجموع |
| النادي  | الموسم  | الدرجة                         | المشاركات | الأهداف | المشاركات | الأهداف | المشاركات | الأهداف | المشاركات | الأهداف | المشاركات | الأهداف |
| ------- | ------- | ------------------------------ | --------- | ------- | --------- | ------- | --------- | ------- | --------- | ------- | --------- | ------- |
| اليمامة | 2023–24 | الدوري السعودي الممتاز للسيدات | 14        | 2       | —         | —       | —         | —       | —         | —       | 14        | 2       |
| اليمامة | المجموع | المجموع                        | 14        | 2       | —         | —       | —         | —       | —         | —       | 14        | 2       |
| الشباب  | 2023–24 | الدوري السعودي الممتاز للسيدات | 7         | 0       | 2         | 1       | —         | —       | 3         | 0       | 12        | 1       |
| الشباب  | المجموع | المجموع                        | 7         | 0       | 2         | 1       | —         | —       | 3         | 0       | 12        | 1       |
| المجموع | المجموع | المجموع                        | 21        | 2       | 2         | 1       | —         | —       | 3         | 0       | 26        | 3       |

### دوليا
الإحصائيات دقيقة اعتبارًا من المباراة التي لعبت في 8 يناير 2024.
| السنة   | السعودية  | السعودية |
| السنة   | المشاركات | الأهداف  |
| ------- | --------- | -------- |
| 2023    | 12        | 0        |
| 2024    | 0         | 0        |
| المجموع | 12        | 0        |

## الإنجازات
السعودية
- البطولة الدولية الودية للسيدات: الخبر 2023

اليمامة (كرة الصالات)
- بطولة الألعاب السعودية لكرة الصالات: الوصافة 2022
- البطولة الرمضانية لكرة الصالات للسيدات: 2023

الشباب (كرة الصالات)
- بطولة الألعاب السعودية لكرة الصالات: 2023

الفردية
- أفضل لاعبة شابة في بطولة رمضان لكرة الصالات للسيدات: 2023[16]